# Душан Егић
Душан Егић (Брезичани, код Приједора, 27. јануар 1916 — Загреб, 18. децембар 1985) био је учесник Народноослободилачке борбе, генерал-потпуковник ЈНА и народни херој Југославије.

## Биографија
Рођен је 27. јануара 1916. године у селу Брезичанима, код Приједора. Прије почетка Другог свјетског рата, био је запослен као службеник. Члан Комунистичке партије Југославије (КПЈ) постао је новембра 1941.
У Народноослободилачку борбу је ступио 1941. године. У почетку устанка, постао је борац 3. чете Козарског одреда. У борбама на Волинском раосту, Сводни, Брезичанима, у нападу на блиндирани воз, у борбама на Прљубовцу и Доњој Драгорињи показао је велику храброст. Допринио је развоју братства и јединства. Постављен је за замјеника командира, а априла 1942. за командира 5. чете 1. батаљона козарског партизанског одреда.
Истакао се у ликвидацији непријатељског упоришта Благај, код Новог Града. Од 18. до 22. јуна 1942, за вријеме офанзиве на Козари, Егић је својом четом напао колону непријатеља у селу Маринима (300 војника). Захваљујући његовој храбрости, непријатељ је разбијен и заробљено је 100 војника, много оружја и муниције. У току офанзиве на Козари, истицао се јунаштвом. Његова чета је међу првим извршила пробој фашистичког обруча у Доњем Јеловцу и тиме помогла излаз осталим јединицама. Септембра 1942. године постао је замјеник команданта, а онда командант Првог батаљона Друге крајишке бригаде. 
Јуна 1943. постављен је за замјеника команданта бригаде. Као командант бригаде са својом јединицом водио је борбе око Тузле. Августа 1944. године постаје командант Пете крајишке (козарске) бригаде.

### Послератни период
После рата, завршио је војну школу и био командант дивизије ЈНА. Пензионисан је 1965. у чину генерал-потпуковника ЈНА.
Умро је 18. децембра 1985. године у Загребу. Сахрањен је у Гробници народних хероја на загребачком гробљу Мирогој.
Носилац је Партизанске споменице споменице 1941. и других југословенских одликовања, међу којима су — Орден партизанске звезде са златним венцем, Орден братства и јединства са златним венцем, Орден заслуга за народ са сребрним зрацима, Орден за храброст и Орден партизанске звезде са пушкама. Од иностраних одликовања, истиче се Партизански крст НР Пољске. Орденом народног хероја одликован је 24. јула 1953. године.